# Immanuel Kammerer
Immanuel Kammerer (* 22. Oktober 1857 in Grafenberg; † 24. August 1927) war ein deutscher Tierschützer.

## Leben
Kammerer wuchs am Fuß der Schwäbischen Alb in einem pietistischen Elternhaus auf. Im Alter von 13 Jahren nahm ihn ein Lehrer in Hülben auf, wo er die Schule besuchte und nebenbei auch Französisch- und Klavierunterricht erhielt. Ein Jahr später bestand er die Prüfung im Lehrerseminar Nürtingen, kam anschließend aber an das evangelische Priesterseminar Tempelhof in Kreßberg, wo er im Alter von 18 Jahren seinen Abschluss machte.
Anschließend arbeitete Kammerer als Lehrer, ab 1883 am Evangelischen Töchterinstitut Stuttgart, dem späteren Evangelischen Mörike-Gymnasium. Dort unterrichtete er bis zur Pensionierung und erreichte – ohne akademisches Studium – den Rang eines Oberreallehrers.
1898 wurde Kammerer Redakteur bei der Zeitschrift Tierfreund und war im Württembergischen Tierschutz-Verein aktiv, 1923 wurde er Schriftführer des Vereins. Er hielt zahlreiche Vorträge zum Thema Tierschutz und nutzte dabei auch das damals moderne Medium des Lichtbilds. Er war ferner Gründungsmitglied des Vereins für ärztliche Mission, dessen Geschäftsführer er 1902 wurde, und arbeitete ab 1898 ehrenamtlich für die Basler Mission.
Kammerer publizierte verschiedene Schriften zu den Themen Mission und Tierschutz. Im Ersten Weltkrieg veröffentlichte er neun Broschüren in einer Reihe Um die Heimat. Bilder aus dem Weltkrieg.  

## Schriften (Auswahl)
- Die Heiden Elend, der Liebe Dienst. Verlag der Missionsbuchhandlung, Basel 1902.
- Deutsche Stillehre. Hobbing & Büchle, Stuttgart 1903.
- Gedenkblätter aus dem Burenkrieg. Buchhandlung der Evangelischen Gesellschaft für Deutschland, Elberfeld 1903.
- Dr. William Elmslie : Missionsarzt in Kaschmir. Verlag der Missionsbuchhandlung, Basel 1903.
- Ein treuer Knecht des Herrn : Leben und Wirken des Missionsarztes Dr. Eugen Liebendörfer in Kalikut. Verein für ärztliche Mission, Stuttgart 1904.
- Außer dem Lager: Bilder aus der Aussätzigen-Mission. Verlag der Missionsbuchhandlung, Basel 1905.
- Hrsg.: Ein Tag beim Missionsarzt. Verlag der Missionsbuchhandlung, Basel 1908.
- Hrsg.: Die Einweihung des Deutschen Instituts für Ärztliche Mission in Tübingen am 20. Okt. 1909. Steinkopf, Stuttgart 1909.
- Bilder aus dem Missionsspital. Verlag der Missionsbuchhandlung, Basel 1909.
- Tierschutz – Was ist er und was will er? Ein Lichtbildervortrag. Theodor Benzinger, Stuttgart 1912.
- Im Dienste des Meisters: Leben und Wirken der Missionsärzte Dr. Th. Pennell in Bannu, Dr. M. Schneiter in Kalikut, Dr. A. Jackson in Mukden: für die Missionsgemeinde dargestellt. Verein für ärztliche Mission, Stuttgart 1913.
- Hrsg.: Um die Heimat: Bilder aus dem Weltkrieg 1914. 9 Bde., Steinkopf, Stuttgart 1915–1917.
- Wie sichere ich einem öffentlichen Vortrag den Erfolg? Winke für alle, die öffentliche Vorträge zu halten oder vorzubereiten haben. Steinkopf, Stuttgart 1915.
- Du sollst leben! Bilder heidnischen Krankheitselends und christlicher Krankenfürsorge auf dem Missionsfeld. Verlag der Missionsbuchhandlung, Basel 1920.
- Zauberdoktor oder Missionsarzt? Verein für ärztliche Mission, Stuttgart 1922.
- Hephata: heidnische Krankheitsnot und christliche Liebeshilfe im Dienste des Evangeliums. Evangelischer Missionsverlag, Stuttgart 1926.
- Kinder aller Welt. Evangelischer Missionsverlag, Stuttgart 1926 (Basler Kinder-Missionsschriften, N.F.; 4).